# Kurudere, Çukurca
Kurudere là một xã thuộc huyện Çukurca, tỉnh Hakkâri, Thổ Nhĩ Kỳ.